# Маркус Форс
Маркус Форс (енгл. Marcus Forss; рођен 18. јуна 1999) је фински професионални фудбалер који игра као нападач за Премијер лигу клуб Брентфорд и финску репрезентацију. Он је производ академије Вест Бромвич албион.

## Клупска каријера

### Ране године
Као нападач, Форс је започео каријеру у родној Финској у FC Ruskon Pallo, TuWe и школи фудбала ФДС-Суоми.  Са 13 година,  преселио се у Енглеску да би се придружио академији у клубу Премиер лиге Вест Бромвич албион и напредовао у потписивању двогодишњег уговора о стипендирању 2015.  Позван је у састав У21 на два меча ЕФЛ трофеја у првој половини сезоне 2016–17 и направио је један наступ,  са почетком у поразу од 2-0 у групној фази од Gillingham-а 8. новембра 2016.  Форс је пуштен када се његова стипендија завршила у мају 2017. 

### ФК Брентфорд
22. јуна 2017. године, Форс се придружио Б тиму у шампионском клубу Брентфорд на двогодишњи уговор.  Након што је постигао 11 голова у првих 23 наступа у Б тиму, потписао је нови 3 1⁄2 годишњи уговор у фебруару 2018.  Завршио је сезону 2017–18 као најбољи стрелац Б тима са 21 голом и освојио тимску награду за играча године.  Форс је промовисан у први тимски тим за сезону 2018–19 и упркос томе што је пропустио пет месеци кампање са повредом леђа,    редовно је био укључен у саставе утакмица када је био у форми и завршио сезону са 9 наступа и два гола.
После једног гола у три наступа у раној сезони Форс је потписао нови четворогодишњи уговор и напустио Griffin Park на сезонској позајмици. Позајмица је завршена почетком јануара 2020,  због поцепане тетиве колена,  која је захтевала операцију и завршила његову сезону.  Форс се вратио у форму за сезону 2020–21, а одласци Ollie Watkins-а и Saïd Benrahma подигли су га на друго место иза долазног нападача Ivan Toney.   Две трећине сезоне служио је претежно као замена, играјући улоге напред и крила.  Поред успеха од седам голова у 13 наступа, Форс је потписао нови5 1⁄2 годишњи уговор у децембру 2020.  У априлу 2021. промена формације омогућила је Форсу да се пробије у стартну поставу, као један од двојице нападача заједно са Иваном Тонијем.  Његов први наступ у оквиру нове формације постигао је да постигне први гол више од пет месеци, у победи од 5-0 против Престона Норт Енда . Брентфорд се квалификовао за плеј -оф за промоцију на крају сезоне и играјући као замена у полуфиналном реваншу против Борнмут-а,  Форс је постигао гол у 81. минуту који је обезбедио укупну победу од 3:2 и послао Пчеле у друго узастопно финале плеј-офа.  Форсова сезона 2020–21 завршена је са 50 наступа, 10 голова и промоцијом у Премијер лигу после победе над Свонзи Сити- јем у финалу плеј-офа од 2:0. 

#### АФК Вимблдон (позајмица)
Форс се 2. септембра 2019. придружио клубу Прва фудбалска лига Енглеске АФК Вимблдон-у на позајмици до краја сезоне 2019–20.  Постигао је седам голова у првих седам наступа за клуб и постигао први сениорски хет-трик у каријери у победи над Southend United-ом 12. октобра са 4:1. Четири гола у пет наступа у октобру 2019. године освојили су награду Форс за младог играча месеца ЕФЛ- а.  Још четири циља у децембру 2019. године номиновала су га за награду League One Player of the Month.  До тренутка када је његов успех рано пркинут повредом 14. јануара 2020, постигао је 11 голова у 19 наступа.  Форсови наступи током сезоне препознати су клупском наградом за младог играча године. 

## Међународна каријера
Форса је укључила Финска на нивоима У17, У18, У19 и У21.  Капитан је био У19 тиму,  али није био укључен у састав за европско првенство У19 2018. на домаћем терену због клупских обавеза.  Добра форма за постизање голова на клупском нивоу видела је да је Форс у новембру 2020. године добио први позив сениорског тима за серију од три меча.  Дебитовао је у старту у пријатељској утакмици против Француске и постигао уводни гол у победи са 2:0.  Форс је именован у финском тиму за Еуро 2020 и одиграо је две замена пре изласка из групне фазе.

## Лични живот
Форс потиче из фудбалске породице.  Отац ( Tero Forss) и брат (Niclas) се баве фудбалом, а деда је бивши фински репрезентативац Rainer Forss . Присталица је Манчестер јунајтеда. 

## Статистика каријере

### Клуб
Ажурирано након утакмице игране 29. маја 2021
| Клуб                      | Сезона            | Лига              | Лига       | Лига   | ФА куп     | ФА куп | ЕФЛ Куп    | ЕФЛ Куп | Остало     | Остало | Укупно     | Укупно |
| Клуб                      | Сезона            | Дивизија          | Апликације | Циљеви | Апликације | Циљеви | Апликације | Циљеви  | Апликације | Циљеви | Апликације | Циљеви |
| ------------------------- | ----------------- | ----------------- | ---------- | ------ | ---------- | ------ | ---------- | ------- | ---------- | ------ | ---------- | ------ |
| Вест Бромвич Албион У21   | 2016–17           | -                 | -          | -      | -          | -      | -          | -       | 1          | 0      | 1          | 0      |
| Брентфорд                 | 2018–19           | Првенство         | 6          | 1      | 1          | 0      | 2          | 1       | -          | -      | 9          | 2      |
| Брентфорд                 | 2019–20           | Првенство         | 2          | 0      | 0          | 0      | 1          | 1       | 0          | 0      | 3          | 1      |
| Брентфорд                 | 2020–21           | Првенство         | 39         | 7      | 2          | 0      | 6          | 2       | 3          | 1      | 50         | 10     |
| Брентфорд                 | Укупно            | Укупно            | 47         | 8      | 3          | 0      | 9          | 4       | 3          | 1      | 62         | 13     |
| АФЦ Вимбледон (позајмица) | 2019–20           | Прва лига         | 18         | 11     | 0          | 0      | -          | -       | 1          | 0      | 19         | 11     |
| Укупно у каријери         | Укупно у каријери | Укупно у каријери | 65         | 19     | 3          | 0      | 9          | 4       | 5          | 1      | 82         | 24     |

1. ↑  Appearance in EFL Trophy
2. ↑  Appearances in Championship play-offs

### Међународно
Ажурирано након утакмице игране 21. јуна 2021
| репрезентација | Године | Апликације | Циљеви |
| -------------- | ------ | ---------- | ------ |
| Финска         | 2020   | 3          | 1      |
| Финска         | 2021   | 4          | 0      |
| Укупно         | Укупно | 7          | 1      |

Списак резултата и резултата Фински прво подудара голове, колона резултата показује резултат након сваког гола Форса.
| Не. | Датум             | Место одржавања                         | Противник | Сцоре | Резултат | Конкуренција | Ref.   |
| --- | ----------------- | --------------------------------------- | --------- | ----- | -------- | ------------ | ------ |
| 1   | 11. новембра 2020 | Стаде де Франце, Саинт-Денис, Француска | Француска | 1–0   | 2–0      | Пријатељски  | [ 37 ] |

## Успеси
Брентфорд
- Плеј-оф за ЕФЛ првенство : 2021 [29]

Појединачно
- Брентфорд Б играч године: 2017–18 [11]
- ЕФЛ млади играч месеца : октобар 2019 [30]